# Paul Tang

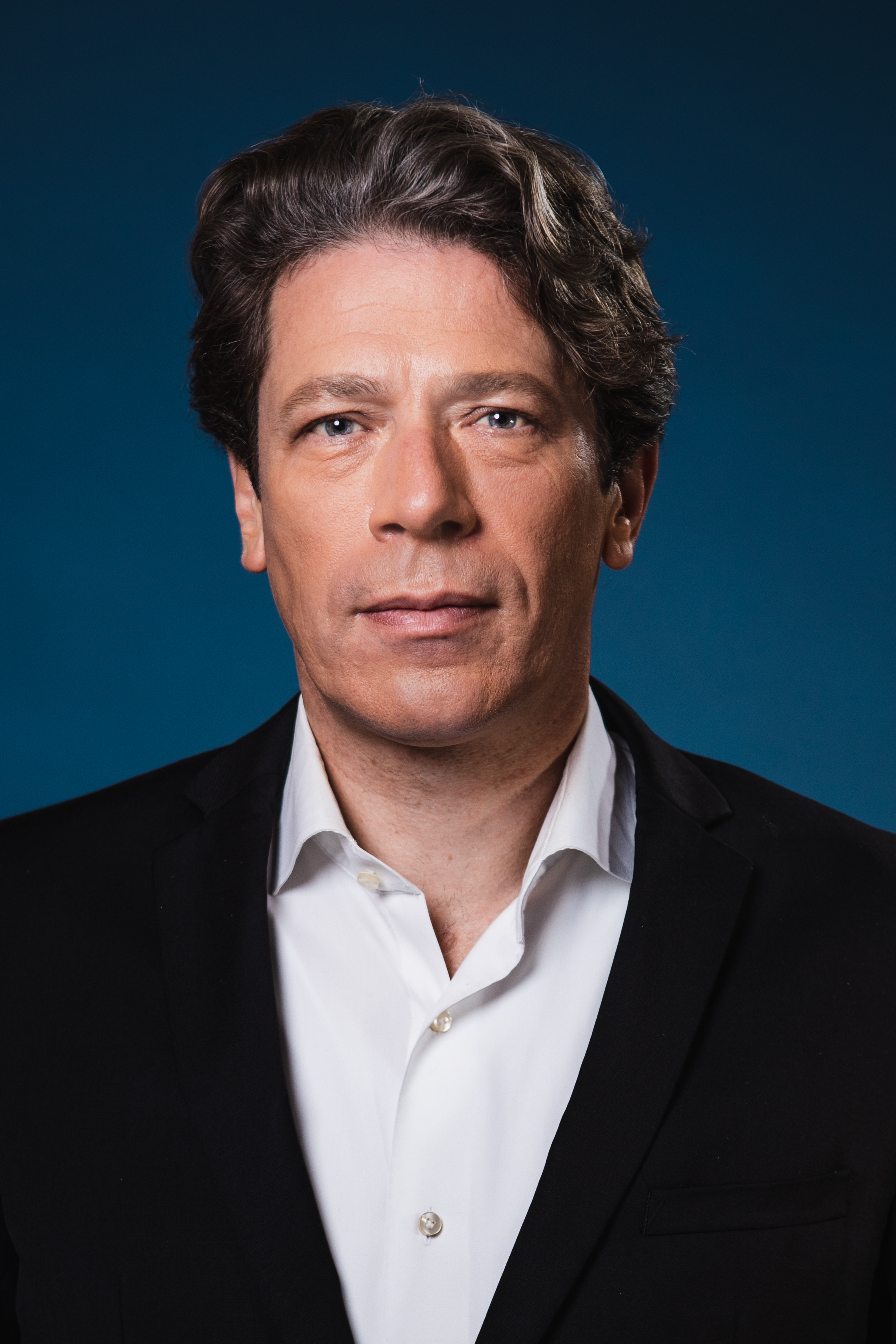
Paul Tang, 2020

Paul Tang (* 23. April 1967 in Haarlem) ist ein niederländischer Politiker der Partij van de Arbeid.

## Leben
Tang studierte Wirtschaftswissenschaften an der Universität von Amsterdam. Von 2007 bis 2010 war Tang Abgeordneter in der Zweiten Kammer der Generalstaaten. Seit 2014 ist Tang Abgeordneter im Europäischen Parlament. Dort ist er Stellvertretender Vorsitzender der Delegation für den Parlamentarischen Stabilitäts- und Assoziationsausschuss EU-Serbien und Mitglied im Haushaltsausschuss und im Ausschuss für Wirtschaft und Währung. Er ist verheiratet und hat zwei Kinder.